# Verin Getashen
Verin Getashen (en arménien Վերին Գետաշեն) est une communauté rurale du marz de Gegharkunik, en Arménie. Fondée en 1828-1829, elle compte 5 031 habitants en 2008.